# جاك إنغرام (لاعب هوكي الجليد)
جاك إنغرام هو لاعب هوكي الجليد كندي، ولد في 19 ديسمبر 1893، وتوفي في 14 ديسمبر 1957.

## وصلات خارجية
- جاك إنغرام على موقع دوري الهوكي الوطني (الإنجليزية)
- جاك إنغرام على موقع قاعة مشاهير الهوكي (لاعب أن.إتش.أل) (الإنجليزية)
- جاك إنغرام على موقع EliteProspects.com (الإنجليزية)
- جاك إنغرام على موقع Hockey-Reference.com (الإنجليزية)